# Apresentação de Jesus no Templo

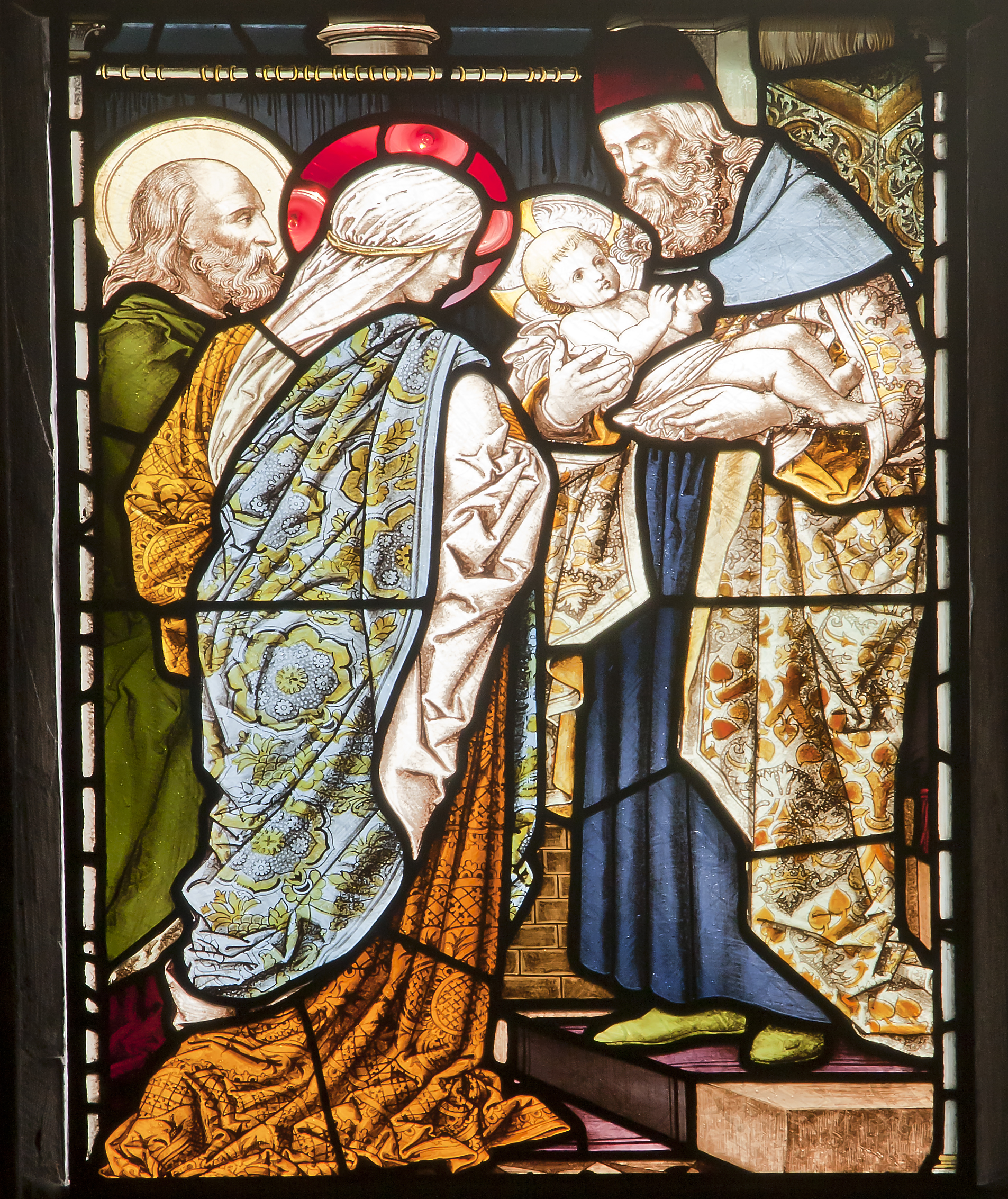
Apresentação do Senhor
Vitral na Igreja de São Nicolau em Örebro, na Suécia.

A Apresentação de Jesus no Templo, festividade litúrgica celebrada no dia 2 de fevereiro, celebra um episódio da infância de Jesus. É também a data em que se comemora a Festa da Candelária (festa à luz de velas), uma festa de origem pagã e latina comemorada tradicionalmente em alguns países, que depois se tornou uma festa religiosa cristã.[carece de fontes?]
Na Igreja Ortodoxa e em algumas Igrejas Católicas Orientais, 
ela é uma das doze Grandes Festas, e é por vezes chamada de Hypapante (literalmente "Encontro", em grego); outros nomes tradicionais são Dia de Nossa Senhora das Candeias, ou da Candelária, ou da Purificação da Virgem Maria. Na Igreja Católica Apostólica Romana, esta festividade religiosa é uma das mais importantes, sendo realizada entre a Festa da Conversão de São Paulo, no dia 25 de janeiro, e a Festa do Trono de São Pedro, no dia 22 de fevereiro.
No rito latino da Igreja Católica, a Apresentação de Jesus no Templo é o quarto Mistério Gozoso do Santo Rosário. Com a reforma litúrgica do Concílio Vaticano II, esta festividade tem sido referida como a festa da Apresentação do Senhor.

## Relato bíblico

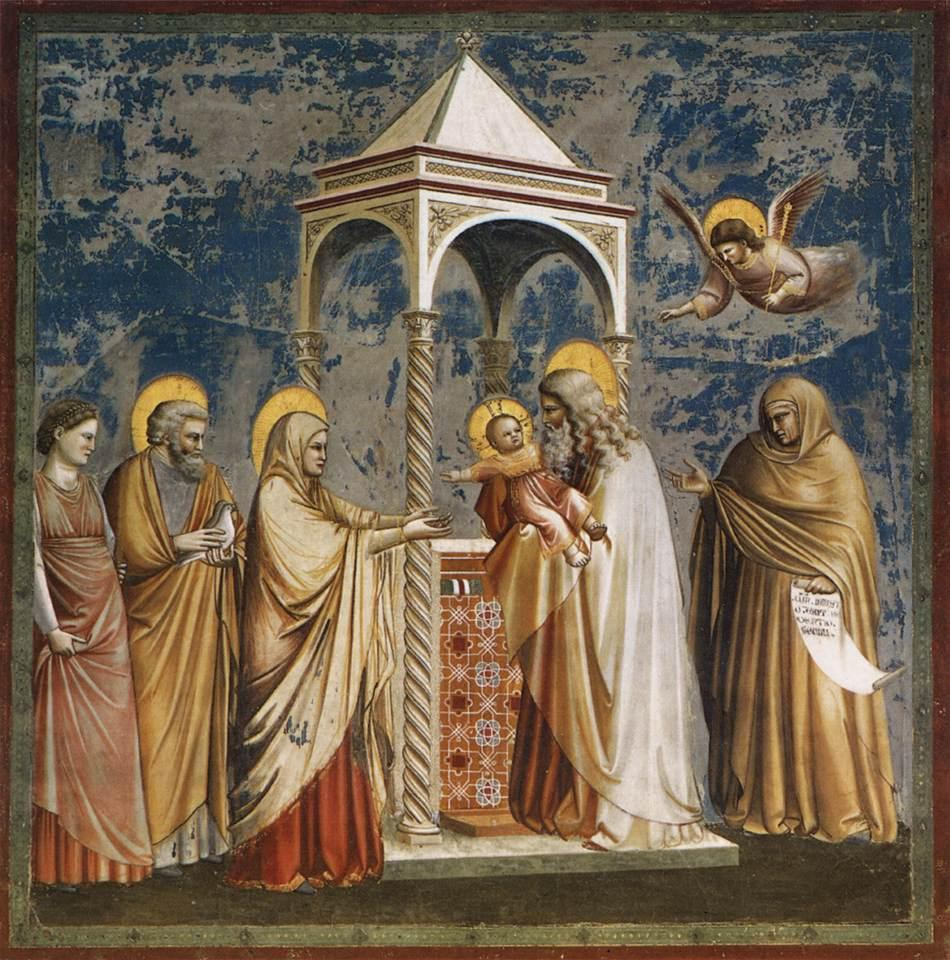
Apresentação do Senhor
Afresco de Giotto na Capela Scrovegni, em Pádua.

Este episódio foi descrito em Lucas 2:22–40. De acordo com o evangelho, a Virgem Maria e São José levaram o Menino Jesus para o Templo de Jerusalém quarenta dias depois do nascimento para completar o ritual de purificação de Maria após o parto e para realizar a redenção do primogênito, de acordo com a Torá. São Lucas explicitamente afirma que José e Maria escolheram a opção disponível para os pobres (os que não podiam comprar um cordeiro), sacrificando «Um par de rolas ou dois pombinhos.» (Lucas 2:24). Levítico 12:1–4 indica que este evento deve se realizar quarenta dias após o nascimento de um menino, daí a Apresentação ser celebrada quarenta dias depois do Natal.
Ao trazer Jesus até o Templo, eles encontraram Simeão. O evangelho relata que Simeão recebeu uma promessa de que ele «ele não morreria antes de ver o Cristo do Senhor.» (Lucas 2:26). Simeão então entoou uma oração que ficaria conhecida como Nunc Dimittis (ou "Cântico de Simeão"), que profetiza a redenção do mundo por Jesus:
| “ | «Agora tu, Senhor, despedes em paz o teu servo Segundo a tua palavra; Porque os meus olhos já viram a tua salvação, a qual preparaste ante a face de todos os povos: Luz para revelação aos gentios, E glória do teu povo de Israel.» (Lucas 2:29–32) | ” |

Simeão então profetizou a Maria: «Este é posto para queda e para levantamento de muitos em Israel, e para sinal de contradição. (também uma espada traspassará a tua própria alma), para que os pensamentos de muitos corações sejam revelados.» (Lucas 2:34–35)
A idosa profetisa Ana também estava no Templo e ofereceu orações e glórias a Deus, contando a todos os que estavam por ali sobre Jesus e seu papel na redenção de Israel (Lucas 2:36–38).

## Nome da festa
Na Igreja Católica Romana, a festa é conhecida como "Apresentação do Senhor" nos livros litúrgicos publicados pela primeira vez pelo papa Paulo VI e como "Purificação da Abençoada Virgem Maria" nas edições anteriores. Na Igreja Ortodoxa e nas Igrejas Católicas Orientais de rito bizantino, como "Festa da Apresentação de Nosso Senhor, Deus e Salvador Jesus Cristo no Templo" ou como "O Encontro de Nosso Senhor, Deus e Salvador Jesus Cristo".
Ela é conhecida como "Apresentação de Nosso Senhor" na Igreja Evangélica Luterana da América. Em algumas igrejas protestantes, a festa é conhecida como o "Nomeação de Jesus" (embora, historicamente, ele teria recebido seu nome no oitavo dia após o nascimento, quando ele foi circuncidado.

## História
A festa da Apresentação do Senhor é uma das mais antigas festas da Igreja. Há sermões obre ela compostos pelos bispos Metódio de Patara († 312), Cirilo de Jerusalém († 360), Gregório, o Teólogo († 389), Anfilóquio de Icônio († 394), Gregório de Níssa († 400) e João Crisóstomo († 407).
A mais antiga referência sobre os rituais litúrgicos específicos sobre a festa foram descritos pela freira Egéria durante a sua peregrinação à Terra Santa entre 381 e 384. Ela reportou que 14 de fevereiro era um dia solene em Jerusalém, com uma procissão até a Basílica da Ressurreição de Constantino I, com uma homilia sobre Lucas 2:22 e uma Liturgia Divina. A chamada Itinerarium Peregrinatio ("Itinerário da Peregrinação") de Egéria não oferece, porém, nenhum nome específico para a festa. A data de 14 de fevereiro indica que em Jerusalém, na época, celebrava-se o nascimento de Jesus em 6 de janeiro, dia da Epifania. Nas palavras dela:
Originalmente, a festa era uma celebração menor. Mas então, em 541, uma terrível praga irrompeu em Constantinopla matando milhares. O imperador bizantino Justiniano I, em consulta com o patriarca de Constantinopla, ordenou um período de jejum e oração por todo o Império Bizantino. E, na festa do "Encontro do Senhor", organizou grandes procissões por todas as cidades e vilas, além de um serviço solene de orações (Litia) para pedir a libertação de todos os males e o fim da praga. Em agradecimento, em 542, a festa foi elevada para uma celebração mais solene e passou a ser celebrada por todo o império pelo imperador.

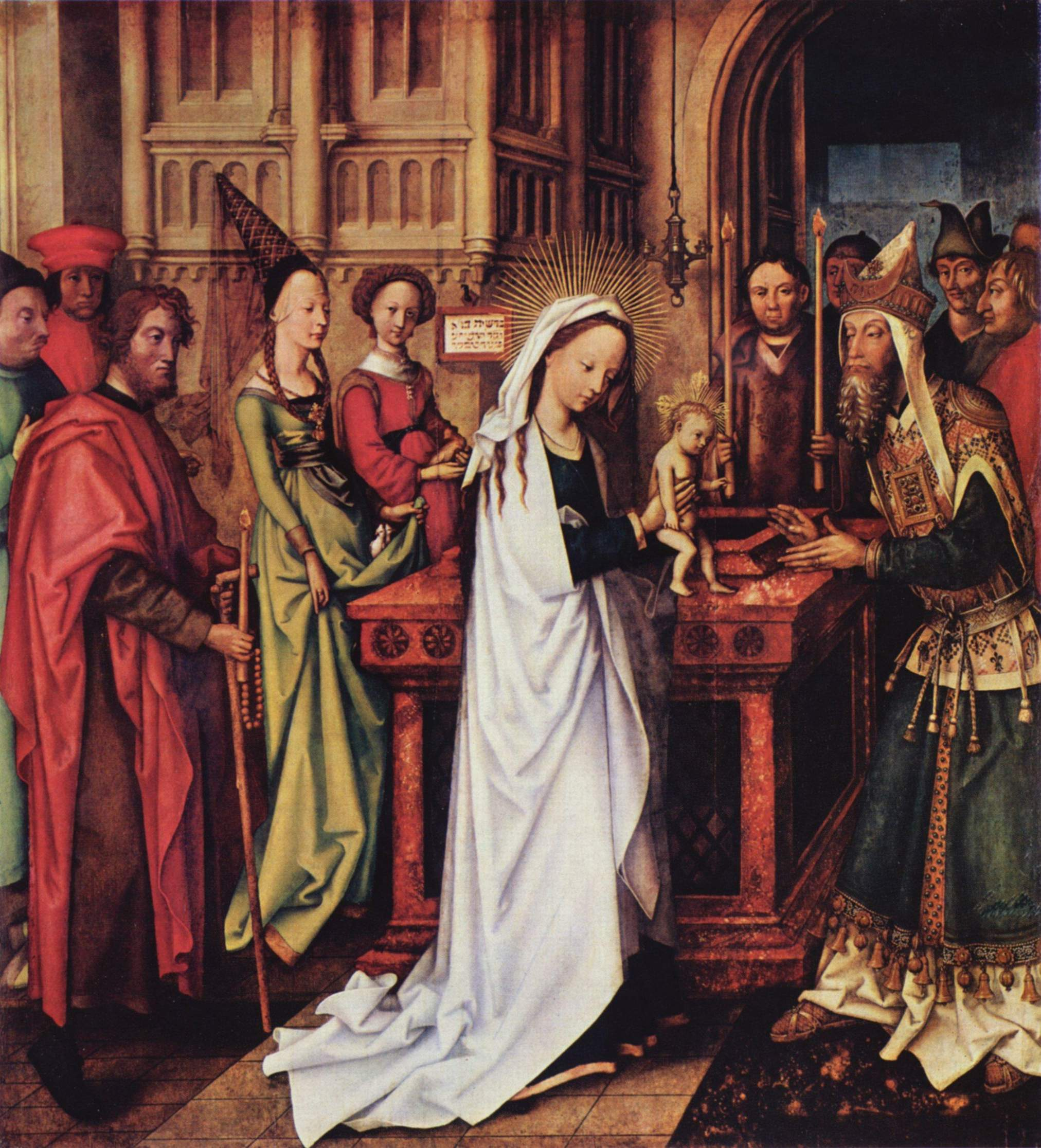
Apresentação do Senhor
1500-01. Por Hans Holbein, o Velho, atualmente no Kunsthalle de Hamburgo, na Alemanha.

Em Roma, a festa aparece no "Sacramentário Gelasiano", uma coleção de manuscritos dos séculos VII e VIII associados com o papa Gelásio I, mas com muitas interpolações e algumas fraudes. É ali que aparece pela primeira vez o novo título da festa, "Purificação da Abençoada Virgem Maria".

## Celebrações litúrgicas
Tradicionalmente, a festividade de Nossa Senhora das Candeias (ou da Candelária) era a última festa do ano cristão, que era todo marcado em relação à data do Natal. As festas móveis são calculadas em relação à data da Páscoa.

### Cristianismo ocidental
A festividade das Candeias (ou das Candelárias) ocorre passados quarenta dias após o Natal. Tradicionalmente, o termo "Candeias" ou "Candelárias" faz referência à prática na qual o sacerdote, no dia 2 de fevereiro, abençoa as velas de cera de abelha utilizadas nos serviços religiosos do ano todo, algumas das quais são distribuídas entre os fiéis para uso doméstico.
Porém, após as revisões do Concílio Vaticano II, esta festa passou a dar mais importância à profecia de Simeão, sendo retirada a importância das velas benditas e da Purificação da Santíssima Virgem Maria. O Papa João Paulo II ligou a festa com a renovação dos votos religiosos.
Esta festa nunca cai na Quaresma (a Quarta-feira de Cinzas mais cedo possível no ano cai em 4 de fevereiro, quando a Páscoa cai em 22 de março de um ano não bissexto). Porém, nos calendários que tinha um Tempo da Septuagésima, poderia acontecer que o "Aleluia" tinha que ser omitido da liturgia.

#### Em Portugal
Em Portugal festeja-se no dia 2 de fevereiro a festividade de Nossa Senhora das Candeias ou Nossa Senhora da Luz. Na tradição popular, o estado do tempo neste dia condiciona o tempo para o resto do inverno. Dizendo-se "Nossa Senhora a rir, está o Inverno para vir. Nossa Senhora a chorar está o Inverno a passar." Quer isto dizer que se no dia estiver sol, ainda virá muito "Inverno", se no dia estiver chuva, o inverno já passou.

#### No Brasil
Para esta festa, compôs o Padre Mestre José Maurício Nunes Garcia em 1808 a "Missa em Fé da Purificação de N. Sr.ª".

### Cristianismo oriental
No rito bizantino, a "Apresentação do Senhor" é singular entre as Grandes Festas por combinar elementos de uma Grande Festa do Senhor com os de uma Grande Festa da Teótoco. Ela conta com uma pré-festa de um dia e uma pós-festa de sete.
O feriado é celebrado com uma vigília de noite inteira na véspera e uma celebração da Divina Liturgia na manha seguinte, na qual as velas de cera de abelha são abençoadas.

## Outros Símbolos e tradições

### França, Bélgica et Suíça francófona

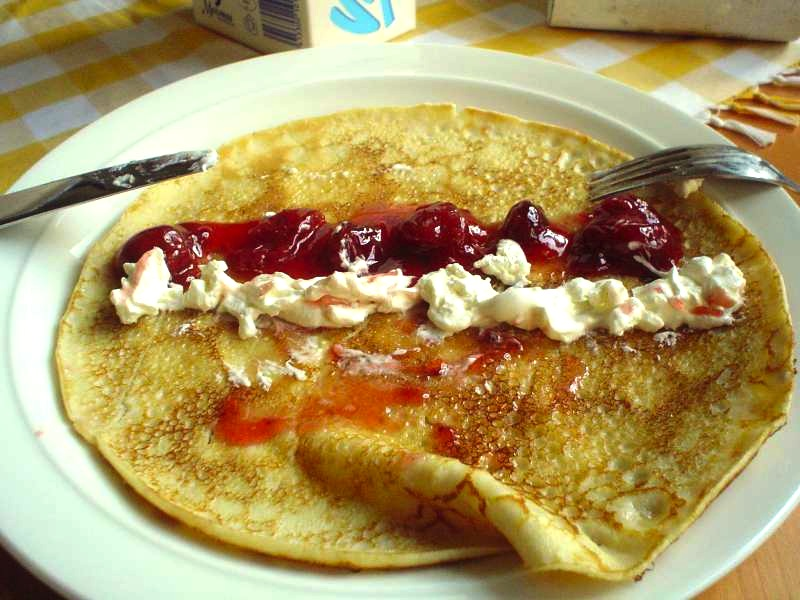
Os crepes são tradicionalmente preparados no dia da Candelária.

A Candelária é sempre celebrada nas igrejas no dia 2 de fevereiro e o presépio de natal deve ser desmontado a partir desta festa, que é a última do ciclo da Natividade. A Candelária é celebrada pelos leigos como o "dia dos crepes": a tradição é atribuída ao Papa Gelásio Primeiro, que distribuía crepes aos peregrinos que chegavam a Roma, mas também podemos ver o costume das Vestais, que durante a Lupercália fizeram uma oferenda de bolos preparados com o trigo da colheita velha para que a próxima fosse boa. Diz-se também que os crepes, pelo seu formato redondo e dourado, lembram o disco solar, evocando o retorno da primavera após o inverno escuro e frio.

#### Tradição
Ainda hoje existe todo um simbolismo ligado à confecção de crepes. Uma tradição que remonta ao final do século V e ligada a um rito de fertilidade consiste em refogar os crepes com a mão direita enquanto se segura uma moeda de ouro na mão esquerda (por exemplo, um luís de ouro ou, na sua falta, uma moeda qualquer) afim de desfrutar de prosperidade ao longo do ano, o desafio sendo de garantir que o crepe caia bem na frigideira. Diz-se também que o primeiro crepe feito deve ser guardado em um armário para que a próxima colheita seja abundante. Às vezes, se diz que é na parte superior de um armário e que o crepe ali colocado é então considerado como não mofado e como protetor de miséria e pobreza.

### Estados Unidos e Canadá
A celebração da Candelária foi geralmente substituída na mídia pelo Dia da Marmota, embora a tradição da Candelária ainda persista com esse nome em várias regiões onde as tradições francesas permanecem vivas, como em Quebec, Acádia, Louisiana, no Vale do Mississippi e no Maine.